# Wyborger Seite
Die Wyborger Seite (russisch Выборгская сторона), ursprünglich deutsch Wiburger Seite, ist ein historischer Stadtteil von Sankt Petersburg am rechten Ufer der Flüsse Newa und Bolschaja Newka.
Zu Beginn des 18. Jahrhunderts gliederte sich der Stadtteil in die Finnländische (russisch „Karelische“), Ingermanländische und die Kanzewskaja-Seite. Die Finnländische Seite lag am rechten Ufer der Newa, die Ingermanländische am linken und die Kanzewskaja-Seite an der Ochta-Mündung an der Nyenschantz (russische Bezeichnung im 17. Jahrhundert: Kanzy – Канцы).
1718 wurde die Polizei gegründet und Sankt Petersburg offiziell in fünf Stadtteile gegliedert: die Petersburger, Admiralitäts-, Moskauer, Wyborger Seite und die Wassiljewski-Insel.
Dabei erhielt die ehemalige Karelische Seite den Namen Wyborger Seite. Der Name rührt von der alten Straße nach Wyborg her, die hier ihren Anfang nahm. Die Stadt hieß auf Deutsch ursprünglich Wiburg oder Wiborg (schwedisch Viborg, finnisch Viipuri; der russische Name ist eine Transliteration von Wiborg/Viborg) und der Stadtteil wird dementsprechend in älteren deutschsprachigen Quellen als Wiburger Seite beschrieben. 
Einige Quellen sagen aus, dass diese Straße wenigstens bis zur Mitte des 18. Jahrhunderts an der Stelle des heutigen Bolschoi Samsoniewski Prospektes (Большой Сампсониевский проспект) verlief. Andererseits, wenn man die Periode vor Peter I. betrachtet, so verlief sie nach einem schwedischen Plan von 1698 an ihrem Beginn östlicher (bis in Höhe der heutigen Metrostation Чёрная речка) und schwenkte später in Richtung Westen ab, etwa auf die Trasse der heutigen Laner Chaussee (Ланское шоссе).
1740 ging die Wyborger Seite in der Petersburger auf, wurde aber nach der Reform der Stadtverwaltung 1782 wieder selbständig.
Schon zu Zeiten von Peter I. gingen auf der Wyborger Seite die ersten Fabriken in Betrieb. In der zweiten Hälfte des 19. Jahrhunderts war die Wyborger Seite der Industriestadtteil der Hauptstadt. Ende des 19. bzw. Anfang des 20. Jahrhunderts wurden hier die ersten Vereine der Arbeiterbewegung organisiert. Um 1885 gab es die ersten Petersburger Marxisten.
1936 wurden auf dem Territorium der Wyborger Seite drei Rajone gebildet, der Wyborger Rajon, der Kalininski Rajon und der Schdanowski Rajon.

## Rezeption
Der Schriftsteller Uwe Grüning veröffentlichte 1978 den Roman Auf der Wyborger Seite.